# Alá

Componentes de la palabra Alá
ٱ +ل + لَّٰ + ه = ٱللَّٰه:
1. alif
2. hamzat waṣl (همزة وصل)
3. lām
4. lām
5. shádda (شدة)
6. alif sobrescrita (ألف خنجرية)
7. hāʾ

Alá es la hispanización de la palabra الله (en árabe vocalizado: ٱللَّٰه‎, romanizado: al-lāh, AFI: /aɫ.ɫaː(h)/, (escuchar)ⓘ), que en español significa «(El) Dios». Si bien el término es más conocido en Occidente debido a su utilización por parte de los musulmanes (chiíes, ibadíes, suníes y sufies) como referencia a Dios, este es utilizado por los hablantes del árabe de otras religiones, incluidos cristianos, judíos y drusos, se le adoraba agachándose y rezándole el azalá. El término Alá fue utilizado en la Arabia preislámica, como palabra genérica (dios) para referirse a una deidad creadora, posiblemente suprema en la antigua Arabia.
En el islam, Alá es conocido por distintos nombres: el Justo, el Clemente, el Creador, entre otros. Sin embargo, según el Corán, «Alá» es el nombre en árabe que Dios ha preferido sobre los demás. La raíz lingüística de «Alá» indica que él es el único digno y merecedor de ser adorado y obedecido.
Los conceptos asociados con la palabra (como una deidad) difieren entre las tradiciones. En la Arabia preislámica, Alá no era la única divinidad, sino que le asociaban colaboradores y compañeros, hijos e hijas. En el islam, Alá es el supremo y comprende todo nombre divino. Todos los demás nombres divinos se cree que refieren a Alá. Alá es único, el único Dios, trascendente creador del universo y Omnipotente. Los árabes cristianos de hoy no tienen otra palabra para Dios más que Alá, usan términos tales como الله الآب (Al-lāh al-ab) para referirse a Dios padre. Hay similitudes y diferencias entre el concepto de Dios tal como es representado en el Corán árabe y la Biblia judeocristiana.
Unicode tiene un código reservado para Alá, ﷲ = U + FDF2. Muchas fuentes árabes también tienen diferentes formas de escribirlo.

## Etimología

Alá escrito en caligrafía árabe ornamental.
Dado que Dios no es representable para los musulmanes, se utiliza la escritura de modo semiótico.

Respecto a la etimología de la palabra, hay opiniones muy diversas: ya entre los gramáticos árabes clásicos, esto es, medievales, se cuentan unas veinte opiniones diferentes. Las hipótesis más extendidas son las siguientes:
- Algunos eruditos plantean que es el nombre propio de Dios, sin derivación alguna, puesto que Él mismo se ha nombrado así en el Corán, no se puede nombrar con este nombre sino únicamente a Dios mismo, esta es la opinión de uno de los más sabios gramáticos de la lengua árabe como Sibuyé, también es la opinión de al-Shafi'i, Al-Ghazali, al-Jatâbi e Ibn Kazir.[12]
- Una muy habitual considera que Al-lāh procede de ʾilāh, palabra que designa a cualquier divinidad, precedida del artículo determinado al-. Sería por tanto una contracción por el uso de al-ʾilāh, es, "El Dios", "El Adorado" y esta es la opinión de Ibn Qaim.[13]
- Algunos lingüistas, sin embargo, consideran que no es verosímil la pérdida de la hamza inicial de ʾilāh (consonante árabe aquí representada con un apóstrofo), ya que es la primera letra del nombre original de Dios y los términos sagrados, por tabú, tienden a mantenerse poco o nada alterados en su pronunciación. En otras palabras, no creen que una persona religiosa pueda apocopar el nombre de Dios. Estos lingüistas piensan que Al-lāh procede directamente de la raíz semítica ʾel que designa a la divinidad. Esta raíz, en arameo, dio lugar al término ʾāllāhā, que habría podido pasar al árabe con desaparición de la ā final (en arameo es una vocal desinencial, y éstas tienden a desaparecer en árabe) y acortamiento de la ā inicial por confusión con el artículo al-.

En cualquier caso la etimología de esta palabra remite a la misma raíz que ʾEl, Eloh y ʾElohīm (אֱלֹהִים), términos que designan a Dios en la Biblia y que forman parte de numerosos nombres propios de origen hebreo, como Samuel, Daniel, Rafael, Miguel,Eliezer, Eleazar, Gabriel, etc.
Alá es un nombre que, según la tradición islámica, abarca todos los nombres de Dios y es el escogido por Dios Mismo y expuesto en Su Revelación. Por eso los musulmanes dan preferencia a este nombre. Lingüísticamente, «Alá» es una palabra única, No tiene conjugación plural y no tiene género. Esta palabra es el reflejo de un concepto único de Dios en el islam.
La palabra Al-lāh está en el origen de algunas palabras españolas como "ojalá" (w[a] shā-llāh: y quiera Alá o y quiera Dios), "olé" (w[a]-llāh: por Alá o por Dios) o "hala" (yā-llāh: oh Dios).

## Uso

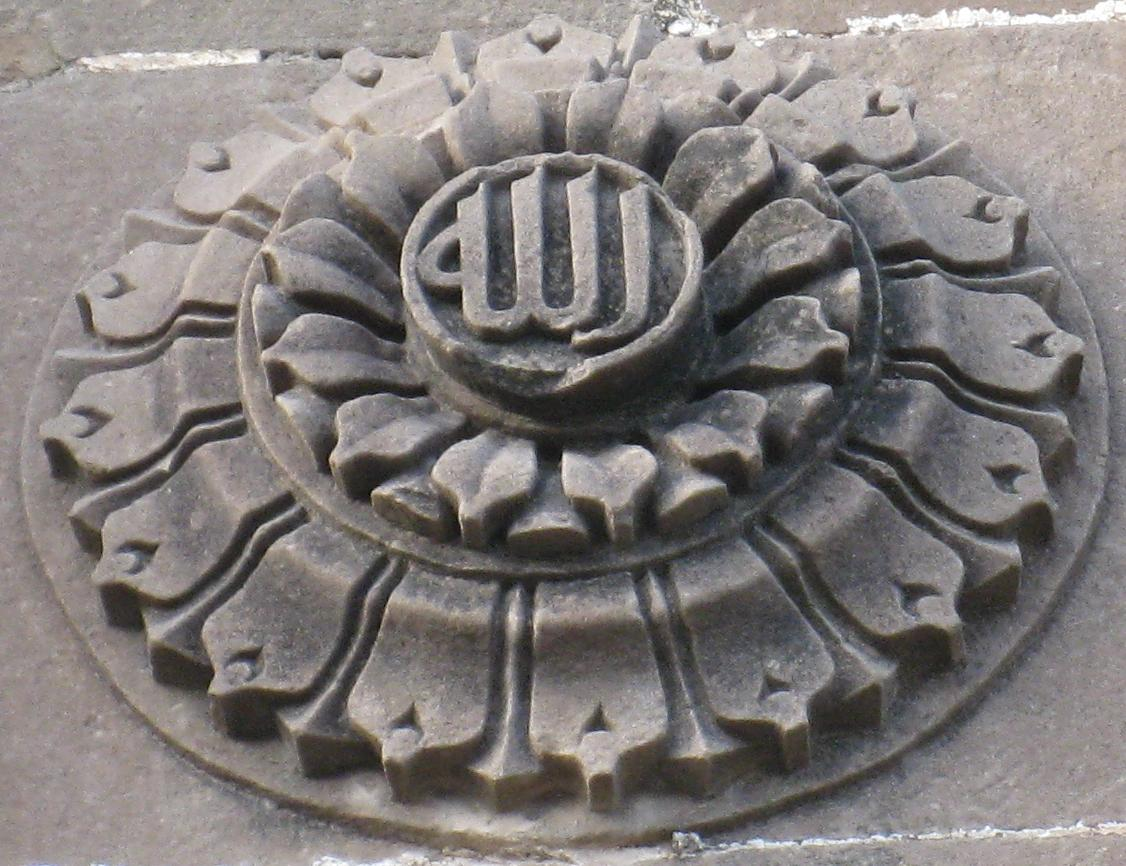
Alá grabado en piedra y escrito en árabe.

Alá se traduce como «Dios», con mayúscula, puesto que se refiere al dios único. La palabra «dios» con minúscula, es decir, referida a cualquier otra divinidad, es ilāh, pl. ilāhāt (إله, pl. ﺇﻟﻬﺎﺕ). La complejidad y diferencia de estos conceptos con las lenguas indoeuropeas se explica en ¿Qué es Al-lāh para los musulmanes? charla pronunciada por Abderrahman Mohamed Maanán, doctor en filosofía por la Universidad de Sevilla. Los musulmanes no árabes usan siempre Al-lāh en lugar de Dios aduciendo que, puesto que Dios es quien habla en primera persona en el Corán, Al-lāh, en árabe, es exactamente la palabra que emplea el Ser Supremo para referirse a sí mismo y, por tanto, la mejor para nombrarle. Los musulmanes que viven en un medio no musulmán, y especialmente los conversos, utilizan Al-lāh como forma de singularizarse como seguidores de una religión distinta a la mayoritaria.[cita requerida]

## Dios en el islam

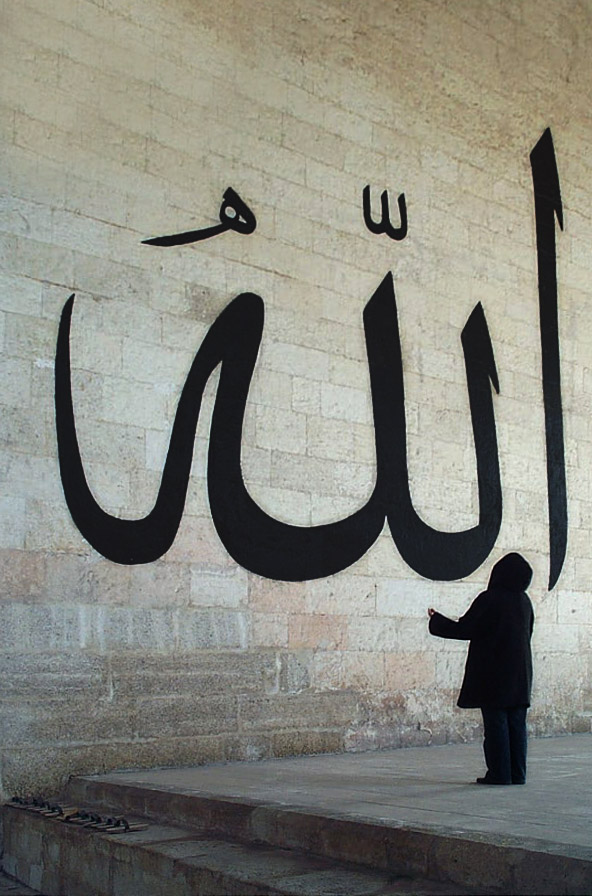
Una mujer observando el nombre escrito de Alá en la mezquita Eski de Edirne, Turquía.

El musulmán cree en un dios supremo, es decir; afirma la existencia de un Creador del universo y la Tierra, Dueño de todo lo existente, divinidad única, caracterizado de toda perfección, alejado de todo defecto, esto primeramente por guía del Creador a Su siervo, posteriormente por evidencias del instinto natural del ser humano, la razón, los sentidos, signos en la creación y como prueba principal; los textos sagrados.
Las cualidades que los musulmanes le atribuyen son básicamente las mismas que le atribuye el judaísmo, insistiendo en su unidad (tawhid), es decir, que es uno y no tiene diversas personas en su carácter incomparable e irrepresentable, es decir no es a imagen y semejanza del hombre.
Un teólogo reconocido en su famoso escrito Aquidah At Tahawiah describe a Alá de la siguiente manera:

Al-lāh es el único Dios, sin copartícipe alguno.

No hay nada como Él.

Y no hay Nada que le sea imposible.

No hay otra divinidad [que merezca la adoración] que Él.

Él es el Eterno sin principio, Permanente sin final.

Nunca perecerá, ni fenecerá.

No acontece sino lo que Él desea.

No hay imaginación que Lo pueda concebir, ni intelecto que Lo pueda abarcar.

Él es diferente a cualquier ser creado.

Viviente y no muere, Inmanente y nunca duerme.

Creador sin necesidad alguna, Proveedor sin ningún esfuerzo.

Da la muerte sin temor, Resucitador de la vida sin dificultad alguna.

Él ha existido siempre con Sus atributos antes de la creación, al originar la creación no aumentó en nada Su esencia que ya existía [pues Él siempre ha sido Perfecto]. De la misma manera que Sus atributos siempre han existido: no dejará de tenerlos por toda la eternidad.

No ha sido que después de haber creado se Le llame «el Creador», ni después de haber originado la creación se Le nombre «el Originador».

De Él ha sido el Señorío incluso antes de existir un subordinado, como ha sido el Creador incluso antes de existir algo creado.

De la misma manera que es el Vivificador de los muertos, después de haberles concedido la vida, era merecedor del nombre antes de habérselas otorgado, así como merecía el nombre del Creador antes de haberlos creado.

Porque es una realidad que Él es sobre todas las cosas Poderoso, todas las cosas dependen de Él, cualquier asunto Le es fácil, no necesita de nada, No hay nada ni nadie como Él, y Él es Omnioyente, Omnividente.

Ha creado la creación con Su sabiduría.

Y les determinó su predestinación.

Asignó para ellos sus plazos.

Nada sobre ellos fue oculto para Él antes de haberlos creado, y sabía todo lo que iban a hacer antes de crearlos.

Les encomendó obedecerle, y les prohibió desobedecerlo.

Todas las cosas ocurren conforme a Su predestinación y a Su voluntad. Su voluntad es destino, los siervos no tienen voluntad excepto la que Él ha querido para ellos, lo que ha querido para ellos: sucede, y lo que no ha querido: no sucede.

Guía a quien le complace, los protege y los salvaguarda por Su generosidad. Extravía a quien quiere, los desampara y los aflige dentro de Su justicia.

Todos, conforme a Su voluntad, alternan entre Su generosidad y Su justicia.

Él es Exaltado y está más allá de tener opositores o equivalentes.

No hay quien pueda evitar Su decreto, ni quien pueda retrasar Su decisión, y no hay quien predomine sobre Su orden.

Creemos en todo esto y tenemos la certeza que todo proviene de Él.
Al-Tahawi, Al-'Aquidah al-Tahawiah

El islam se refiere a Dios también con otros noventa y nueve nombres, que son otros tantos epítetos referidos a cualidades de Dios: El Clemente (Al-Rahmān), El Apreciadísimo (Al-'Azīz), El Creador (Al-Jāliq), etc. El conjunto de los 99 Nombres de Dios recibe en árabe el nombre de al-asmā' al-husnà o "los más bellos nombres", algunos de los cuales también han sido utilizados por cristianos y judíos o han designado a dioses de la Arabia preislámica. Algunas tradiciones afirman que existe un centésimo nombre que permanece incognoscible, que es objeto de especulaciones místicas, y que se define en ocasiones como el Nombre Inmenso (ism al-'Azam), o como el Nombre de la Esencia, figura que también existe en el judaísmo, y que ha tenido una gran importancia en el sufismo. Otras veces, se utiliza simplemente la palabra Rabb (señor).

## Alá en el cristianismo
Los árabes cristianos de hoy no tienen otra palabra para "Dios" que "Alá". De manera similar, la palabra aramea para "Dios" en el idioma de los cristianos asirios es ʼĔlāhā, o Alaha. (Incluso el idioma maltés de Malta, de ascendencia árabe, cuya población es casi en su totalidad católica, usa Alla para "Dios".)
Los cristianos árabes han utilizado dos formas de invocaciones que se colocaron al comienzo de sus obras escritas. Adoptaron el bismillāh musulmán y también crearon su propio bismillāh trinidizado ya en el siglo VIII. El bismillāh musulmán dice: "En el nombre de Dios, el Compasivo, el Misericordioso". El bismillāh trinitizado dice: "En el nombre del Padre y del Hijo y del Espíritu Santo, un solo Dios". Las invocaciones siríacas, latinas y griegas no tienen las palabras "Un solo Dios" al final. Esta adición se hizo para enfatizar el aspecto monoteísta de la creencia trinitaria y también para hacerla más aceptable para los musulmanes.
Según el historiador estadounidense de la Universida de Chicago Marshall Hodgson (1922-1968), parece que en la época preislámica, algunos cristianos árabes peregrinaban a la Kaaba, un templo pagano en aquella época, honrando allí a Alá como Dios Creador.
Algunas excavaciones arqueológicas han llevado al descubrimiento de antiguas inscripciones preislámicas y tumbas realizadas por cristianos árabes en las ruinas de una iglesia en Umm el-Jimal, en el norte de Jordania, que inicialmente, según Enno Littman (1949), contenía referencias a Allah como nombre propio de Dios. Sin embargo, en una segunda revisión realizada por Bellamy et al. (1985 y 1988) la inscripción de 5 versos se volvió a traducir como "(1) Esta [inscripción] fue creada por colegas de ʿUlayh, (2) hijo de ʿUbaydah, secretario (3) de la cohorte Augusta Secunda (4 ) Philadelphiana; que se vuelva loco quien (5) lo borre."
La palabra siríaca ܐܠܗܐ (ʼĔlāhā) se puede encontrar en los informes y listas de nombres de mártires cristianos en el sur de Arabia, según lo informado por documentos siríacos antiguos de los nombres de esos mártires de la era de los himyaritas y Reinos aksumitas.
En la biografía de Ibn Ishaq hay un líder cristiano llamado Abd Allah ibn Abu Bakr ibn Muhammad, que fue martirizado en Najran en 523, ya que llevaba un anillo que decía "Alá es mi señor".
En una inscripción del martirio cristiano que data del año 512, se pueden encontrar referencias a 'l-ilah (الاله) tanto en árabe como en arameo. La inscripción comienza con la declaración "Con la ayuda de 'l-ilah".
En los evangelios preislámicos, el nombre utilizado para Dios era "Alá", como lo demuestran algunas versiones árabes descubiertas del Nuevo Testamento escritas por cristianos árabes durante la era preislámica en el norte y el sur de Arabia. Sin embargo, las investigaciones más recientes en el campo de los estudios islámicos realizadas por Sydney Griffith et al. (2013), David D. Grafton (2014), Clair Wilde (2014) y ML Hjälm et al. (2016 y 2017) afirman que "todo lo que se puede decir sobre la posibilidad de una versión cristiana preislámica del Evangelio en árabe es que aún no ha surgido ninguna señal segura de su existencia real" Además, ML Hjälm en su investigación más reciente (2017) inserta que "los manuscritos que contienen traducciones de los evangelios no se encuentran antes del año 873"
El estudioso estadounidense nacido en Nazaret Irfan Shahîd, citando la colección enciclopédica del siglo X Kitab al-Aghani, señala que se ha informado que los cristianos árabes preislámicos elevaron el grito de batalla "Ya La Ibad Allah" (Oh esclavos de Alá) para invocarse unos a otros en la batalla. Según Shahid, basándose en la autoridad del erudito musulmán del siglo X Al-Marzubani, "Alá" también fue mencionado en poemas cristianos preislámicos por algunos poetas gasánidas y tanukhidas en Siria y el norte de Arabia.

## Banderas nacionales con "Alá" escrito en ellas

Bandera de Irak con el Takbir escrito en ella
Bandera de Arabia Saudita con la Shahada escrita en ella
Bandera de Afganistán con la Shahada escrita en ella
Bandera de Irán con "Alá" escrito en ella
Las 12 estrellas en la bandera de Uzbekistán forman la inscripción "Alá" en escritura árabe.[42]